# Trésor de Samos
Le trésor de Samos est un trésor monétaire découvert en 1894 sur l'île de Samos. Dix-huit des pièces se trouvent au Cabinet des médailles de la Bibliothèque nationale de France et vingt-quatre au British Museum.
Le trésor se compose, selon les auteurs, d'une quarantaine ou d'une soixantaine de pièces très usées, en électrum et réparties en cinq dénominations : statère, hémistatère (1/2 statère), hecté (1/6e de statère), hémihecton (1/12e de statère) et quart d'hecté (1/24e de statère). Le lieu exact de la trouvaille n'est pas connu. L'année de la découverte, le français Ernest Babelon publie trente-six monnaies et en achète dix-huit – une de chaque variété – pour la Bibliothèque nationale de France. Vingt-quatre monnaies sont acquises par un antiquaire de Smyrne, Alfred J. Lawson, qui le revend ensuite au British Museum. Malgré les incertitudes sur le lieu de découverte, l'origine samienne a été corroborée par la découverte séparée, dans deux endroits de l'île, de deux statères de poids et de fabrication similaire de ceux du trésor.
Ernest Babelon a proposé à partir du trésor de Samos un étalon monétaire fondé un hémistatère de 8,76 g, le plus lourd ceux de la collection parisienne. John P. Barron, qui a publié les exemplaires britanniques dans son ouvrage The Silver Coins of Samos, propose sur la base d'un hémihecton inscrit de 1,45 g un système fondé sur un statère théorique de 17,4 g. Cet étalon spécifique constitue une première caractéristique des monnaies de Samos : le trésor de l'Artémision à Éphèse montre que la Lydie et l'Ionie utilisent l'étalon de Milet, à l'exception de l'Ionie du nord qui recourt à celui de Phocée. Peut-être l'étalon samien est-il postérieur ; peut-être sa non-représentation à l'Artémision est-elle due au hasard ; peut-être encore se justifiait-il par une raison inconnue.
Quelques pièces arborent un type aisément reconnaissable : bélier couché, tête de félin dans une couronne, aigle dévorant sa proie. D'autres sont plus difficiles à reconnaître, au point qu'on s'est demandé si tous les droits portaient un type figuratif. Au revers, les statères portent deux rectangles creux et les hémistatères un rectangle et un carré. Les hectés et leurs divisions portent des carrés creux dont le fond est tantôt très irrégulier, tantôt laisse deviner une ornementation régulière. Le même coin de droit et le même coin de revers peuvent servir à frapper plusieurs modules différents.
En matière de date, une stèle provenant de l'Héraion de Samos et datée de 545-520 av. J.-C. mentionne des « statères samiens » d'un métal non précisé à propos de la valeur d'une offrande. Il est possible que Samos ait commencé à frapper monnaie à l'époque de Crésus, c'est-à-dire vers 561/0-546/5 av. J.-C ; le trésor aurait été enfoui entre 560 et 540 av. J.-C.